# 徐摛
徐摛（474年—551年），字士秀，東海郯（山東郯城）人，南朝梁政治人物。

## 生平
祖徐憑道，宋海陵太守。父徐超之，官員外散騎常侍。生於劉宋廢帝元年（474年），幼而好學，“屬文好為新變，不拘舊體”，春坊盡學之，號稱宮體。梁武帝蕭衍召見徐摛，很得歡心，“帝甚加歡異，更被親狎、寵遇日隆”，其子徐陵亦在東宮，出入禁闥，恩禮莫與比隆。卒於梁簡文帝大寶二年（551年）。《玉台新詠》不錄徐摛之詩。

## 延伸阅读
[在维基数据编辑]
 《梁書·卷30》，出自姚思廉《梁書》
 《南史·卷62》，出自李延壽《南史》